# Ediciones del Bosque
Pour les articles homonymes, voir Bosque.

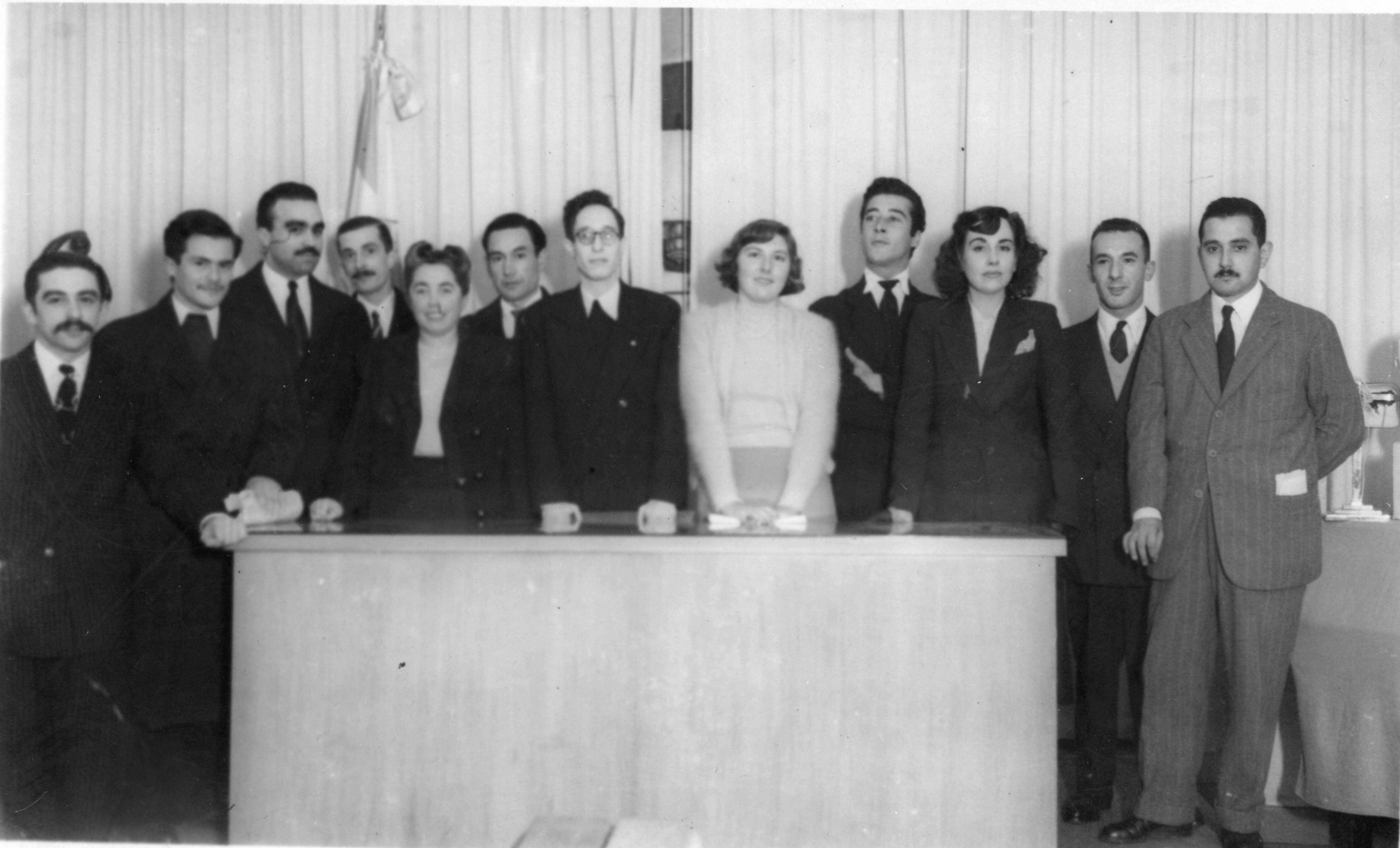
De gauche à droite, Pablo Atanasiú, Apolinario Héctor Sosa, Norberto V. Silvetti, Horacio Ponce de León, Josefina Passadori, Julio Molina, Raúl Amaral, María Dhialma Tiberti, Roberto Themis Speroni, Aurora Venturini, Pedro Vidal Sarmiento, Alberto Ponce de León (vers 1950).

Les Ediciones del Bosque étaient un label éditorial fondé à La Plata vers 1948 par le poète et écrivain Raúl Amaral, à l’initiative et sous le parrainage de Josefina Passadori.
La maison Ediciones del Bosque finit par rassembler autour d’elle toute l’intelligentsia de La Plata, publiant en effet sans but lucratif les œuvres de jeunes poètes et prosateurs de cette ville, et au-delà, de toute la province de Buenos Aires. Bientôt vint à être connu sous cette dénomination un mouvement littéraire, dont plusieurs représentants furent récompensés et connurent une reconnaissance internationale.

## Auteurs publiés
Les auteurs suivants, entre autres, firent paraître leurs œuvres sous le label Ediciones del Bosque :
Raúl Amaral, Pablo Atanasiú, Vicente Barbieri, Alejandro de Isusi, Julio Molina, Horacio Nuñez West, Alberto Ponce de León, Horacio Ponce de León, César de Santíbañez, Norberto V. Silvetti, Apolinario Héctor Sosa, Roberto Themis Speroni, María Dhialma Tiberti, Aurora Venturini, Alfredo E. Ves Losada, María de Villarino, Pedro Vidal Sarmiento, et María Elena Walsh.